# Krivapeta

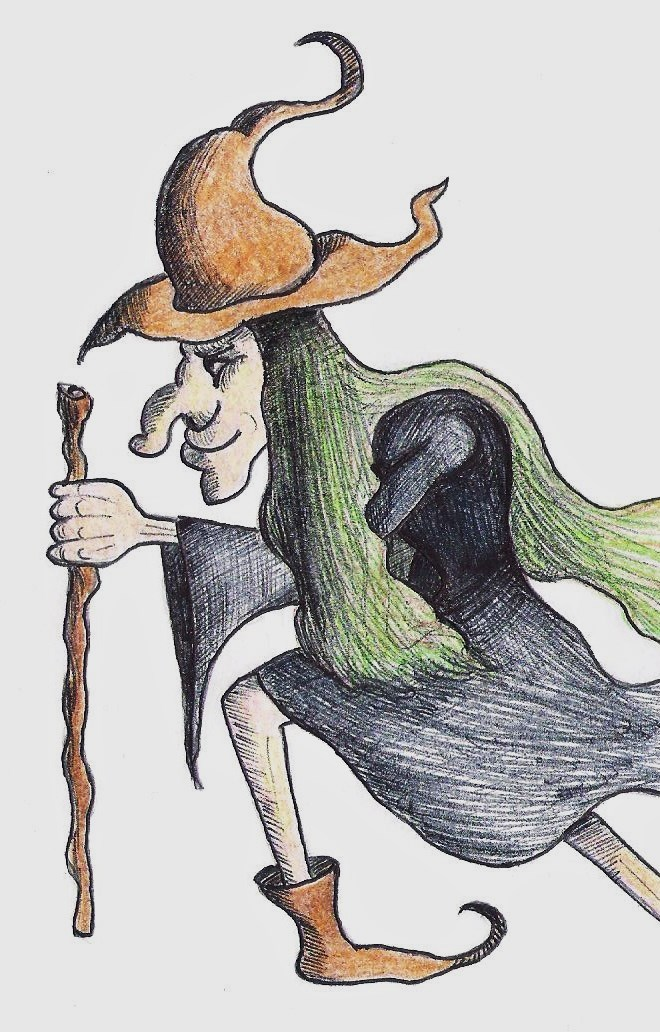
Disegno raffigurante una Krivapeta

La Krivapeta è una figura mitologica delle tradizioni popolari delle Valli del Natisone.

## La leggenda
La Krivapeta è un personaggio mitico che compare nelle leggende raccontate dagli abitanti della Slavia veneta.
Essa non è una strega, ma viene rappresentata come una donna che vive isolata dalla gente, abita in grotte o anfratti, vicino ai torrenti, ed ha la particolarità di avere i piedi ritorti (con il tallone all'avanti e le dita dietro), difetto da cui prende origine il nome di Krivapeta (dallo sloveno kriv = curvo, ritorto e peta = tallone) .
Le Krivapete vengono descritte come donne dai capelli verdi che ricoprono loro le spalle e vestite di bianco.
Sono donne diverse e dotate di una grande ed intollerabile autonomia, di particolare capacità e cultura, fornite del privilegio della preveggenza, trasgressive e selvagge, a conoscenza delle virtù delle erbe e dell'evoluzione del tempo.
Le Krivapete possono essere cattive con gli uomini oppure buone e pronte a dare loro consigli su come realizzare cose ancora ignote ed a suggerire ai contadini i momenti più adatti alla semina, al raccolto ed alle altre attività della campagna. In cambio dell'aiuto però possono richiedere di portare via i bambini piccoli in quanto alcune sono crudeli e cannibali.
Le Krivapete sono quindi delle creature leggendarie del mondo del fantastico e dell'immaginario del popolo delle Valli del Natisone, che, con esse, andava ad arricchire le fiabe che i nonni raccontavano ai nipotini davanti al focolare.
Bisogna notare che le Krivapete, come gli altri spiritelli e mostri della mitologia slovena quali gli Skratiaci, i Benadanti, i Lintver, vengono sempre associati a caverne, precipizi e torrenti ossia a località potenzialmente rischiose per la vita dei bambini. I racconti dei nonni, con la loro atmosfera paurosa, servivano quindi, in tempi in cui i giovani giocavano per lo più nei prati e nei boschi, a far sì che i piccoli si tenessero lontani dai luoghi pericolosi.